# 대한민국 형법 제22조
대한민국 형법 제22조는 긴급피난에 대한 형법총론의 조문이다.

## 조문
제22조 (긴급피난) (1) 자기 또는 타인의 법익에 대한 현재의 위난을 피하기 위한 행위는 상당한 이유가 있는 때에는 벌하지 아니한다.
(2) 위난을 피하지 못할 책임이 있는 자에 대하여는 전항의 규정을 적용하지 아니한다.
(3) 전조 제2항과 제3항의 규정은 본조에 준용한다.

第22條(緊急避難) ① 自己 또는 他人의 法益에 對한 現在의 危難을 避하기 爲한 行爲는 相當한 理由가 있는 때에는 罰하지 아니한다.

②危難을 避하지 못할 責任이 있는 者에 對하여는 前項의 規定을 適用하지 아니한다.

③前條 第2項과 第3項의 規定은 本條에 準用한다.

## 비교 조문
일본형법 제37조(긴급피난) ① 자기 또는 타인의 생명, 신체, 자유 또는 재산에 대한 현재의 위난을 피하기 위하여 부득이하게 행한 행위는, 이로 인하여 발생한 피해가 피하려고 한 피해의 정도를 초과하지 아니한 경우에 한하여 벌하지 아니한다. 단, 그 정도를 초과한 행위는 정상에 따라 그 형을 감경 또는 면제할 수 있다.
② 전항의 규정은 업무상 특별한 의무가 있는 자에게는 이를 적용하지 아니한다.

## 내용
긴급피난이란 자기 또는 타인의 법익에 대한 현재의 위난을 피하기 위한 행위로서, 상당한 이유가 있는 경우에는 처벌되지 않지만, 위난을 피하지 못할 책임이 있는 자가 이를 행한 경우에는 예외적으로 처벌된다. 다만 긴급피난행위가 그 정도를 초과했더라도 정황에 따라 형이 면제될 수 있으며, 특히 야간이나 그 밖의 불안한 상태에서 공포, 경악, 흥분, 또는 당황 등의 감정에 의해 과잉된 행위가 이루어진 경우에는 이를 벌하지 않는다.

## 판례
- 선박의 이동에도 새로운 공유수면점용허가가 있어야 하고 휴지선을 이동하는데는 예인선이 따로 필요한 관계로 비용이 많이 들어 다른 해상으로 이동을 하지 못하고 있는 사이에 태풍을 만나게 되고 그와 같은 위급한 상황에서 선박과 선원들의 안전을 위하여 사회통념상 가장 적절하고 필요불가결하다고 인정되는 조치를 취하였다면 형법상 긴급피난으로서 위법성이 없어서 범죄가 성립되지 아니한다고 보아야 하고 미리 선박을 이동시켜 놓아야 할 책임을 다하지 아니함으로써 위와 같은 긴급한 위난을 당하였다는 점만으로는 긴급피난을 인정하는데 아무런 방해가 되지 아니한다.[1]

## 같이 보기
- 긴급피난